# Arthur Wimperis
Arthur Wimperis (Londres, 3 de dezembro de 1874 - Maidenhead, 14 de outubro de 1953) foi um dramaturgo, letrista e roteirista britânico. Ele ganhou um Oscar de melhor roteiro adaptado pelo filme Rosa da esperança (1942) e foi indicado para outro Oscar por sua contribuição ao roteiro de Na Noite do Passado (1942).